# Benedicte Maurseth

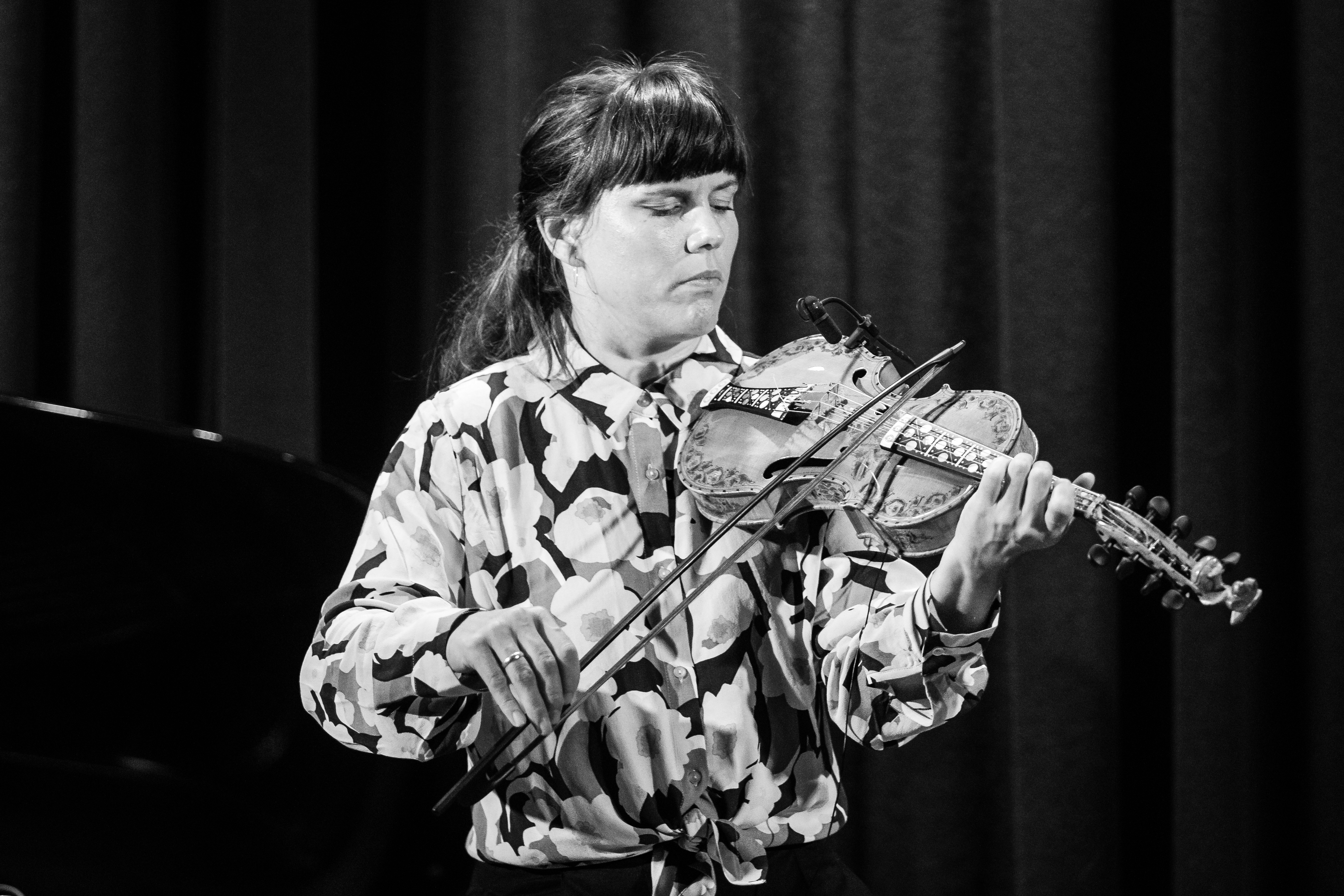
Benedicte Maurseth auf der Bühne in Sentralen, Oslo 2023
Foto von Tore Sætre

Benedicte Maurseth (* 1983 in Eidfjord, Hardanger) ist eine norwegische Folk-Sängerin und -Musikerin sowie Schriftstellerin. 
Sie spielt die für die Region typische Hardangerfiedel, nutzt dabei auch Exemplare aus dem 17. oder 18. Jahrhundert, und sieht sich im Spannungsfeld von Folk und Barockmusik.
Sie ist Autorin einiger Bücher, die sich ebenfalls mit der norwegischen Folkmusik und der Hardangerfidel auseinandersetzen.
Unterstützt durch Stipendien ihrer Heimatgemeinde und des norwegischen Staates erlernte sie das Geigenspiel in der Ole-Bull-Akademie, bei Stein Veisto, Leiff Rygg, Bjarte Eike und Peter Spissky.
Auftritte hatte sie außer in ihrem Heimatland in Schweden, Island, Österreich, Belgien, den USA und Kanada. In Deutschland spielte sie 2010 beim TFF Rudolstadt und 2011 bei der folkBALTICA. 

## Diskografie
Solo:
- 2010: Alde (Heilo Records)[2]
- 2019: Benedicte Maurseth (Heilo Records)
- 2022: Hárr (Hubro)

Mit Knut Hamre:
- 2006: Rosa I Botnen (Heilo Records)
- 2012: Anima (Heilo Records)

Mit Åsne Valland Nordli, Berit Opheim & Kristin Skaare:
- 2008: Fodne Ho Svara Stilt (Heilo Records)

Mit Åsne Valland Nordli:
- 2014: Over Tones (ECM Records)

Mit Berit Opheim
- 2018: Tidekverv (Heilo Records)

Mit Hildegun Riise & Stein Urheim
- 2019:  Blått Svev (Heilo Records)

Mit Danielle DeGruttola, Henry Kaiser & Stein Urheim:
- 2021: Be Here Whenever (OK World)

## Ehrungen
- Junge Folk-Musikerin des Jahres in Norwegen (2007)